# Zabrotes subnitens
Zabrotes subnitens är en skalbaggsart som först beskrevs av Horn 1885.  Zabrotes subnitens ingår i släktet Zabrotes och familjen bladbaggar. Inga underarter finns listade i Catalogue of Life.